# Tristan Muyumba
Tristan Muyumba, né le 7 mars 1997 à Paris, est un footballeur français, qui joue au poste de milieu défensif à Atlanta United en MLS.

## Biographie

### En club

#### Formation dans les Hauts-de-Seine puis à Monaco
Tristan Muyumba commence le football en 2004 à l'AS Meudon, qu'il quitte en 2011 pour le Montrouge FC. Après une saison, il rejoint le centre de formation de l'AS Monaco.
En fin d'année 2014, il participe à l'UEFA Youth League. Deux ans plus tard, il participe à nouveau à la compétition, et porte le brassard de capitaine de l'équipe monégasque. Muyumba inscrit un but lors de la défaite 4-1 contre le CSKA Moscou, et deux passes décisives en huitièmes de finale contre le Real Madrid (défaite 3-4).
En 2016, il remporte la Coupe Gambardella, et est le capitaine de son équipe, qui comporte notamment dans ses rangs Kylian Mbappé. Durant l'été, il signe son premier contrat professionnel d'une durée de trois saisons.
Le 26 avril 2017, il est titularisé lors la demi-finale de Coupe de France perdue 5-0 face au Paris Saint-Germain.

#### Prêt compliqué au Cercle Bruges
Le 30 juin 2017, il est prêté pour une saison au Cercle Bruges, club partenaire de Monaco, à l'instar de Guevin Tormin et de Jonathan Mexique. Au cours du dernier match amical de préparation, il se rompt les ligaments d'une cheville, qui l'éloigne des terrains pendant trois mois. Muyumba ne dispute qu'un seul match de deuxième division belge le 25 février 2018 face à Westerlo, en remplaçant Johanna Omolo à cinq minutes du terme. À l'issue de la saison, le Cercle est sacré champion de deuxième division et accède à la première division.

#### Retour à Monaco, période de chômage et passage à Toulon
Il fait ensuite son retour à l'AS Monaco, mais voit son temps de jeu en équipe réserve diminuer. En 2019, il arrive à l'issue de son contrat avec l'ASM, et se retrouve sans club durant six mois[réf. nécessaire].
Le 5 janvier 2020, il rejoint le SC Toulon. Avec les Varois, il dispute sept matchs avant l'arrêt du championnat en raison de la pandémie de Covid-19.

#### Retour au premier plan à Guingamp
À l'été 2020, il rejoint l'En avant de Guingamp, où il signe un contrat amateur. En raison de blessures de titulaires, Mécha Baždarević le convoque en équipe A, avec qui il s’entraine exclusivement. Le 21 octobre 2020, il signe un contrat professionnel d'une saison plus deux en option. Pourtant, Muyumba doit attendre la nomination de Frédéric Bompard à la tête de l'équipe pour disputer son premier match de Ligue 2, le 2 mars 2021 face à Clermont. Durant ce match perdu 0-5, il entre en jeu à vingt minutes du terme à la place de Yannick Gomis. Alors que Bompard lui promet une titularisation le match suivant face à Ajaccio, Muyumba contracte le Covid-19. Alors que l'équipe enchaîne des meilleurs résultats, il peine à retrouver sa place, et doit attendre l'ultime journée de championnat à Niort pour être titularisé. Au cours de ce match, il inscrit son premier but en professionnel dans le temps additionnel pour sceller la victoire 0-2 des siens. Après la nomination de Stéphane Dumont, l'option de prolongation de son contrat est levée. Lors de l'exercice 2021-2022, il réalise sa première saison pleine en professionnel, avec 31 matchs au compteur.

#### Nouvelle étape en MLS
Le 6 juillet 2023, Tristan Muyumba est transféré à Atlanta United, franchise de Major League Soccer où il signe un contrat de quatre ans et demi jusqu'au terme de la saison 2027. Son arrivée permet alors de pallier le départ d'Andrew Gutman (en), parti aux Rapids du Colorado la veille,.